# Home Without the Journey
Home Without the Journey is het vierde muziekalbum van The Glimmer Room. Het album dat over een periode van meer dan twee jaar is opgenomen, laat muziek horen in de stijl van de Berlijnse School voor Elektronische Muziek, gemengd met elementen van ambient. Het album komt uit in een dvd-verpakking.

## Nummers
1. Home without the journey
2. Carbon Statues (met stem van Robert Oppenheimer); geschreven in een slaaploze nacht;
3. Cool blue and the plough